# Марсельские шахматы
Марсельские шахматы — вариант шахмат, в котором каждый игрок передвигает свои фигуры два раза за ход. Правила игры были впервые опубликованы в 1925 году в Марселе в местной газете Le Soleil. Этот вариант шахмат стал очень популярным в конце 1930-х годов. В настоящее время игра имеет ограниченное распространение во Франции, Италии, США, доступна на некоторых шахматных веб-серверах.

## История
Создатель игры и точная дата её появления неизвестны. Одна версия приписывает её создание журналистам Альберту Фортису (1871—1926) и Дж. Россо (жившим в Марселе в начале XX века), другая — некоему Жану де Квелару. Игра была придумана в промежутке между окончанием Первой мировой войны и 1925 годом, в котором правила были впервые опубликованы в Марселе в местной газете Le Soleil.
Появившись, игра вызвала интерес многих шахматистов, в неё играли такие именитые гроссмейстеры, как Александр Алехин, Рихард Рети, Евгений Зноско-Боровский, Андре Шерон. Тем не менее, похвастаться сравнимым с классическими шахматами распространением марсельские шахматы не могут. До последнего времени игру поддерживали несколько любительских организаций. Турниры по классическим правилам марсельских шахмат проходили в Женеве. Марсельские шахматы входят в число игр, поддерживаемых AISE: Associazione Italiana Scacchi Eterodossi («Итальянская ассоциация шахматных вариантов») — организации, проводящей ряд заочных турниров по неклассическим вариантам шахмат и нешахматным играм. Ранее они также развивались NOST — организацией, созданной в 1960 году Робертом Лозоном и Джимом Франсом (название — аббревиатура от «kNights Of The Square Table») для игры в шахматы по переписке, но в 2003 году NOST прекратила существование.
Сейчас различные варианты марсельских шахмат доступны на игровых серверах. Также переработанный вариант Extra Move Chess доступен на игровой платформе Zillions of Games.

## Правила
- За один ход игрок делает два движения, каждым из которых перемещается фигура игрока. Игрок вправе за ход сделать два движения одной фигурой или по одному движению двумя разными фигурами.
  - Получил широкое распространение предложенный в 1963 году Робертом Брюсом «сбалансированный» вариант правил, согласно которому белые на первом ходе в партии делают только одно движение. Таким образом компенсируется преимущество, получаемое белыми за счёт права первого хода.
- Каждое движение делается по правилам хода соответствующей фигуры в классических шахматах. Как и в обычных шахматах, рокировка считается за одно движение.
- Игрок, первым движением объявивший королю противника шах, теряет право на второе движение.
- Игрок, получивший шах, на ответном ходе первым движением должен уйти или защититься от шаха. Если он не может этого сделать, считается, что на доске поставлен мат — получивший его проигрывает партию.
- Делая ход, нельзя первым движением ставить своего короля под шах, а вторым — уходить из-под шаха.
- Взятие на проходе.
  - Классический вариант: взять на проходе можно любую пешку, которая сделала «длинное» движение через битое поле на предыдущем ходе противника. Само взятие на проходе должно выполняться первым движением, но если на предыдущем ходе противник сделал два «длинных» движения пешками через битые поля, то ответным ходом можно двумя движениями взять на проходе обе эти пешки.
  - Современный вариант: взять на проходе можно только пешку, которой противник сходил через битое поле вторым движением на предыдущем ходе. Естественно, в этом варианте взятие на проходе двух ходивших через поле пешек одним ходом становится невозможным.

Причина изменения правила взятия на проходе — то, что оригинальный вариант может приводить к противоречию: когда противник первым движением сходил пешкой через битое поле, а вторым — занял это поле своей фигурой, совершает ли пешка, бьющая занявшую «перепрыгнутое» поле фигуру, одновременно и взятие на проходе? Изменённый вариант исключает такую ситуацию.

## Нотация
Нотация, используемая для записи партий в марсельские шахматы, основана на классической шахматной нотации. Так же, как и в классических шахматах, для обозначения движений фигур может применяться как подробная, так и сокращённая запись. Запись хода каждого игрока содержит номер хода, завершающийся точкой, и записи двух движений через разделитель (точку с запятой либо косую черту). Каждая пара последовательных ходов белых и чёрных имеет общий номер. Ниже — пример записи короткой партии (подобие «детского мата»):
1. N g1 — f3; N b1 — c3
1. b7 — b6; g7 — g6
2. b2 — b3; B c1 — b2
2. B c8 — b7; e7 — e5
3. N f3 — e5; N e5 — d3
3. B b7 — g2; B g2 — h1
4. B f1 — g2; B g2 — h1
4. Q d8 — g5; Q g5 — g1 // Мат
Также может использоваться сокращённая запись в одну строку, где ходы игроков разделяются двумя косыми чертами, а движения в пределах одного хода — одной. Вышеприведённая партия в этом случае будет записана так:
1.Nf3/Nc3//b6/g6 2.b3/Bb2//Bb7/e5 3. Ne5/Nd3//Bg2/Bh1 4.Bg2/Bh1//Qg5/Qg1 мат.

## Стратегия и тактика
|   | a                                                   | b                                                   | c                                                   | d                                                   | e                                                   | f                                                   | g                                                   | h                                                   |   |
| - | --------------------------------------------------- | --------------------------------------------------- | --------------------------------------------------- | --------------------------------------------------- | --------------------------------------------------- | --------------------------------------------------- | --------------------------------------------------- | --------------------------------------------------- | - |
| 8 | g8 чёрный король · c7 белый ферзь · e6 белый король | g8 чёрный король · c7 белый ферзь · e6 белый король | g8 чёрный король · c7 белый ферзь · e6 белый король | g8 чёрный король · c7 белый ферзь · e6 белый король | g8 чёрный король · c7 белый ферзь · e6 белый король | g8 чёрный король · c7 белый ферзь · e6 белый король | g8 чёрный король · c7 белый ферзь · e6 белый король | g8 чёрный король · c7 белый ферзь · e6 белый король | 8 |
| 7 | g8 чёрный король · c7 белый ферзь · e6 белый король | g8 чёрный король · c7 белый ферзь · e6 белый король | g8 чёрный король · c7 белый ферзь · e6 белый король | g8 чёрный король · c7 белый ферзь · e6 белый король | g8 чёрный король · c7 белый ферзь · e6 белый король | g8 чёрный король · c7 белый ферзь · e6 белый король | g8 чёрный король · c7 белый ферзь · e6 белый король | g8 чёрный король · c7 белый ферзь · e6 белый король | 7 |
| 6 | g8 чёрный король · c7 белый ферзь · e6 белый король | g8 чёрный король · c7 белый ферзь · e6 белый король | g8 чёрный король · c7 белый ферзь · e6 белый король | g8 чёрный король · c7 белый ферзь · e6 белый король | g8 чёрный король · c7 белый ферзь · e6 белый король | g8 чёрный король · c7 белый ферзь · e6 белый король | g8 чёрный король · c7 белый ферзь · e6 белый король | g8 чёрный король · c7 белый ферзь · e6 белый король | 6 |
| 5 | g8 чёрный король · c7 белый ферзь · e6 белый король | g8 чёрный король · c7 белый ферзь · e6 белый король | g8 чёрный король · c7 белый ферзь · e6 белый король | g8 чёрный король · c7 белый ферзь · e6 белый король | g8 чёрный король · c7 белый ферзь · e6 белый король | g8 чёрный король · c7 белый ферзь · e6 белый король | g8 чёрный король · c7 белый ферзь · e6 белый король | g8 чёрный король · c7 белый ферзь · e6 белый король | 5 |
| 4 | g8 чёрный король · c7 белый ферзь · e6 белый король | g8 чёрный король · c7 белый ферзь · e6 белый король | g8 чёрный король · c7 белый ферзь · e6 белый король | g8 чёрный король · c7 белый ферзь · e6 белый король | g8 чёрный король · c7 белый ферзь · e6 белый король | g8 чёрный король · c7 белый ферзь · e6 белый король | g8 чёрный король · c7 белый ферзь · e6 белый король | g8 чёрный король · c7 белый ферзь · e6 белый король | 4 |
| 3 | g8 чёрный король · c7 белый ферзь · e6 белый король | g8 чёрный король · c7 белый ферзь · e6 белый король | g8 чёрный король · c7 белый ферзь · e6 белый король | g8 чёрный король · c7 белый ферзь · e6 белый король | g8 чёрный король · c7 белый ферзь · e6 белый король | g8 чёрный король · c7 белый ферзь · e6 белый король | g8 чёрный король · c7 белый ферзь · e6 белый король | g8 чёрный король · c7 белый ферзь · e6 белый король | 3 |
| 2 | g8 чёрный король · c7 белый ферзь · e6 белый король | g8 чёрный король · c7 белый ферзь · e6 белый король | g8 чёрный король · c7 белый ферзь · e6 белый король | g8 чёрный король · c7 белый ферзь · e6 белый король | g8 чёрный король · c7 белый ферзь · e6 белый король | g8 чёрный король · c7 белый ферзь · e6 белый король | g8 чёрный король · c7 белый ферзь · e6 белый король | g8 чёрный король · c7 белый ферзь · e6 белый король | 2 |
| 1 | g8 чёрный король · c7 белый ферзь · e6 белый король | g8 чёрный король · c7 белый ферзь · e6 белый король | g8 чёрный король · c7 белый ферзь · e6 белый король | g8 чёрный король · c7 белый ферзь · e6 белый король | g8 чёрный король · c7 белый ферзь · e6 белый король | g8 чёрный король · c7 белый ферзь · e6 белый король | g8 чёрный король · c7 белый ферзь · e6 белый король | g8 чёрный король · c7 белый ферзь · e6 белый король | 1 |
|   | a                                                   | b                                                   | c                                                   | d                                                   | e                                                   | f                                                   | g                                                   | h                                                   |   |

Теория марсельских шахмат разработана очень слабо. В классическом варианте самые популярные первые ходы — 1. e4 / Nf3 или 1. d4 / Nf3. Ход 1. e4 / d4 плох, так как допускает ответ 1. … e5 / exd4. Также интересный вариант начала — 1. b3 / Bb2 или 1. g4 / g5: он носит название «атака Фортиса», его цель — лишить чёрных рокировки. Алессандро Кастелли считает, что ходы 1. e4 / Nf3 или 1. d4 / Nf3 теоретически гарантируют победу белых при правильной игре.
В сбалансированном варианте наиболее популярен первый ход 1. d4, хотя 1. Nf3 и 1. e3 — также хорошие первые ходы для белых. Ходы 1. Nc3 и 1. e4 плохи, из-за ответов 1 … d5 / d4 и 1 … d5 / dxe4.
Ферзь, в отличие от короля, более подвержен риску в этой игре, причём его положение становится опаснее при движении пешек c или e, в меньшей степени — при движении пешки d. Также ферзь слабее, чем в классических шахматах: его ценность не превышает ценности двух лёгких фигур.
Фианкетирование слонов или занятие диагоналей a2-g8 и h2-b8 (a7-g1 и h7-b1 для черных) может обеспечить взятие нескольких пешек или размен слона на ладью или коня. В эндшпиле конь контролирует больше полей, чем слон.
Как и в шахматах, король и ладья или король и два слона гарантированно дают мат одинокому королю. Король и ладья также выигрывают против короля и слона или короля и коня. В эндшпиле «король и ферзь против короля» повышается риск пата из-за того, что король проигрывающей стороны, уходя из-под шаха, должен каждый раз иметь возможность сделать два хода. Так, в позиции на диаграмме: 1. Qb7 / Qf7 +? 1 … Kh8 пат.

## Игры по мотивам

### Double Move Chess
Предложенный Фредом Гэлвином не позднее 1963 года вариант двухходовых шахмат, поддерживаемый AISE и некоторыми игровыми серверами. Правила ходов соответствуют сбалансированным марсельским шахматам. Однако:
- Исключены понятия шаха и мата, а также все связанные с ними ограничения (запрет хода под шах, проход королём битого поля и т. д.). Пат, соответственно, также невозможен: если нет других ходов, кроме как королём на битое поле — игрок обязан этот ход сделать.
- Игра ведётся до взятия одного из королей; тот, кто смог взять короля противника — победил.
- Взятие на проходе запрещено.

### Bennekom Double Move Chess
Вариант, придуманный в шахматном клубе Bennekom в Нидерландах в декабре 1996 года. Отличия от сбалансированных марсельских шахмат:
- Второе движение может делаться только той же фигурой, которой делалось первое. Если после первого движения фигура не имеет ни одного разрешённого правилами хода — второе движение пропускается.
- Как и в марсельских шахматах, постановка шаха первым движением отменяет второе движение данного игрока на этом ходу и требует, чтобы ответным ходом первым движением шах был устранён; если уйти из-под шаха не удаётся — игра проиграна.
- Если есть возможность взять двумя движениями на одном ходе две фигуры противника — это можно сделать.

### Extra Move Chess
Вариант, специально разработанный для реализации на игровой платформе Zillions of Games. Правила настроены в связи с особенностями и ограничениями движка:
- За исключением первого хода белых, игрок может перемещать свои фигуры дважды за ход.
- Второе движение не является обязательным.
- Нельзя вторым движением передвигать ту же фигуру, что и первым.
- Нельзя вторым движением брать фигуру противника.
- Делать «длинный» ход пешкой разрешено только на втором движении (или на самом первом ходу белых). Противник имеет право взять на проходе пешку, сходившую таким образом, но должен сделать это первым движением своего следующего хода.
- Шах королю противника после первого движения лишает игрока права на второе движение на этом ходу.
- Мат фиксируется, если король игрока находится под шахом перед его ходом и шах не может быть устранён одним движением.
- Тупик (Пат) — ситуация, когда игрок при своей очереди хода не имеет разрешённых правилами ходов, чтобы сделать первое движение. При возникновении пата фиксируется ничья. Невозможность сделать второе движение не является патом — игрок просто пропускает второе движение.